# 피사 고등사범학교
피사 고등사범학교(이탈리아어: Scuola Normale Superiore di Pisa)은 대학교 교수 양성을 목적으로 하고 3명의 노벨상 수상자와 여러명의 이탈리아 대통령을 배출한 이탈리아의 고등 교육 기관의 하나이다.
이 학교의 학생들은 normalisti라고 불리는 굉장히 경쟁적인 시험을 통해 선발된다.

## 같이 보기
- 피사 대학교
- 피사